# لمطار
لمطار (به عربی: لمطار) یک شهرداری در الجزایر است که در استان سیدی بلعباس واقع شده‌است.
 لمطار  ۷٬۵۳۰ نفر جمعیت دارد.